# Simrishamnsbanan (planerad järnväg)
| Head station |

| Unknown BSicon "ABZg+nr" |

| Stop on track |

| Stop on track |

| Stop on track |

| Unknown BSicon "ABZg+l" |

| Unknown BSicon "KBHFxe" |

| Unknown BSicon "exHST" |

| Unknown BSicon "exHST" |

| Unknown BSicon "exHST" |

| Unknown BSicon "exHST" |

| Unknown BSicon "xABZg+l" |

| Station on track |

| Unknown BSicon "KRWgr+r" |

| Unknown BSicon "tBHF" |

| Unknown BSicon "tHST" |

| Station on track |

| Unknown BSicon "ABZqlr" |

| Head station |

| Unknown BSicon "ABZg+nr" |

| Stop on track |

| Stop on track |

| Stop on track |

| Unknown BSicon "ABZg+l" |

| Unknown BSicon "KBHFxe" |

| Unknown BSicon "exHST" |

| Unknown BSicon "exHST" |

| Unknown BSicon "exHST" |

| Unknown BSicon "exHST" |

| Unknown BSicon "xABZg+l" |

| Station on track |

| Unknown BSicon "KRWgr+r" |

| Unknown BSicon "tBHF" |

| Unknown BSicon "tHST" |

| Station on track |

| Unknown BSicon "ABZqlr" |

Simrishamnsbanan var en övervägd återuppbyggnad av järnvägen mellan Malmö och Simrishamn via Staffanstorp, Dalby, Veberöd, Sjöbo och Tomelilla. Simrishamnsbanan var tänkt att ansluta till Österlenbanan vid Tomelilla.
Restiden mellan Malmö C och Simrishamn beräknades bli cirka 1 timme, en tidsvinst på 30 minuter jämfört med nuvarande förbindelse från Simrishamn via Ystadbanan.
Det finns, sedan 2015, inga planer på att överhuvudtaget förverkliga projektet. I den nationella planen för transportsystemet för perioden 2014–2025 finns ingen Simrishamnsbana med och Trafikverket beslutade därför i mars 2015 att avbryta planläggningen efter att ha valt lokaliseringsalternativ för att justera korridoren för riksintresse.
2024 skrevs Lunds kommuns översiktsplan som sträcker sig till 2050. Där nämndes en framtida järnvägsstation för Dalbys översiktsplan.

## Malmö–Simrishamns järnväg
Malmö–Simrishamns järnvägar (MSJ) var en ursprungligen privat järnväg som invigdes 1892–1893 och förstatligades 1943. Hemmastation var Gamla Östervärns station i Malmö. I MSJ ingick även sidolinjen Dalby–Harlösa–Bjärsjölagård. Sista persontåget på sidolinjen gick den 9 juni 1955. Persontrafiken på sträckan Malmö–Tomelilla lades ner år 1970 efter en successiv nedtrappning av turtätheten. Godstrafiken lades ner etappvis under 1970-, 1980- och 1990-talen. Efter upprustning av banan återupptogs godstrafiken kortvarigt i början av 2000-talet på sträckan Malmö–Staffanstorp. Men efterfrågan var kortlivad och sedan 2016 ingår den inte längre i järnvägsnätet.
Idag ligger spåret kvar på delar av f.d. MSJ och används bitvis till dressincykling.